# Luteolejeunea herzogii
Luteolejeunea herzogii är en bladmossart som först beskrevs av Buchloh, och fick sitt nu gällande namn av Piippo. Luteolejeunea herzogii ingår i släktet Luteolejeunea och familjen Lejeuneaceae. IUCN kategoriserar arten globalt som livskraftig. Inga underarter finns listade i Catalogue of Life.